# Enclaves Bangladesh-Índia

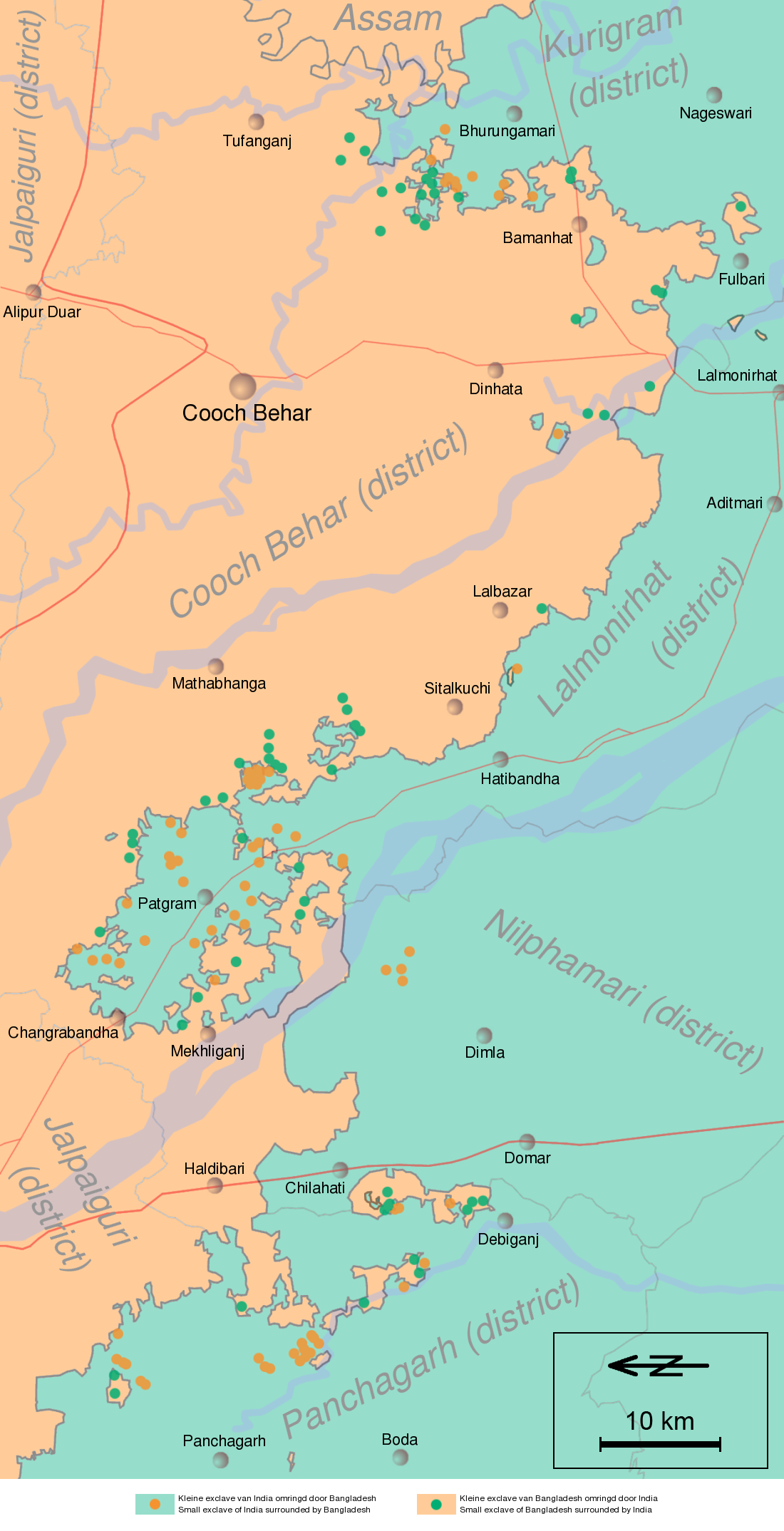
Mapa da fronteira ao nível dos enclaves (alto da folha orientada para leste).

Os Enclaves Bangladexe-Índia são convencionalmente conhecidos como "complexo Cooch Behar". Trata-se do conjunto de enclaves e contraenclaves na fronteira entre Índia e Bangladexe (ou Bangladesh) chamado pelo nome desse antigo principado de Bengala Oriental, Índia. Os enclaves não existem somente na Índia, mas em ambos lados da parte norte da Fronteira Bangladesh-Índia. Mesmo assim são denominados com o nome (Cooch Behar), uma parte da Índia.
Em 1974, os primeiros-ministros da Índia e de Bangladesh assinaram o Acordo de Fronteira Terrestre para trocar enclaves e simplificar sua fronteira internacional. Em 2015, uma versão revisada do acordo foi adotada pelos dois países, tendo a Índia recebido 51 enclaves de Bangladesh no território indiano, enquanto Bangladesh recebeu 111 enclaves indianos no território bengali. Foi autorizado que os residentes do enclave continuassem residindo em seu local atual ou se mudarem para o país de sua escolha. O único enclave restante é Dahagram–Angarpota, um exclave de Bangladesh.

## Enclaves
Cooch Behar, antes um principado independente da Índia, é hoje distrito de estado indiano de Bengala Oriental, que tem 106 exclaves que ficam inseridos no território de Bangladesh. Desses, três são contra enclaves (ficam dentro de enclaves de Bangladesh que ficam na Índia) e um há um contra-contra enclave (um enclave Indiano que fica num território (enclave) de Bangladesh que, por sua vez, fica num enclave Indiano maior em Bangladesh). A área da soma desses 106 exclaves é de 69,6 km². O maior desses enclaves Indianos é Balapara Khagrabari (25,95 km²) e o menor é Panisala (somente 1093 m²). 
De forma similar, Bangladesh tem 92 exclaves na Índia, num total de 49,7 km². Desses, 21 são contra-enclaves, que ficam dentro de um único enclave indiano dentro de Bangladesh. O maior é o exclave Dahagram-Angarpota (18,7 km²), o menor é um contra-enclave, Upan Chowki Bhaini (53 m²), o menor enclave do mundo. Estima-se a população total de todos esses 198 enclaves em 70 mil pessoas (ano 2001), o que dá uma densidade de 587 hab./km².
Há três significativos hotspots (concentrações) desses enclaves:
- o primeiro e o mais ocidental é um "arquipélago" de enclaves, principalmente da Índia, sendo que os indianos são cercados pelas áreas administrativas de Bangladesh de Pochagar, Boda, Debiganj e Bomar. São poucos os enclaves bengalis na Índia nesse arquipélago e ficam em Jaipalguri.
- o segundo e central, um arquipélago misto Indo-Bangladesh, que consiste de vários enclaves da Índia na área administrativa de Patgram, que é uma área Bangladesh em Cooch Behar (contígua com a área principal de Bangladesh). Ao leste, norte e oeste de Patgram, ainda na Índia, há diversos enclaves de Bangladesh.
- Finalmente, a leste fica outro arquipélago misto, porém bem mais disperso do que os dois já citados. Apresenta exclaves indianos nos distritos de Lalmanirhat, Phulbari, Kurigram e Bhurunghamari e exclaves de Bangladesh nos distritos indianos de Dinhata, no próprio Cooch Behar e em Tufanganj.

## História
As origens da maior parte desse enclaves data de 1713, quando um tratado entre o Império Mogol e o reino de Cooch Behar reduziu o território deste último em um terço. Porém, os Mogóis não conseguiram desalojar todos os chefes de clãs do território ganho. Ao mesmo tempo, alguns soldados Mogóis retiveram partes de terra dentro das áreas que haviam permanecido em Cooch Behar que, assim, permaneciam leais ao Império Mogol. 
Essa dispersão territorial não era tão surpreendente nessa época, o Subcontinente indiano era muito fragmentado, algo comparável à Alemanha antes da unificação de 1871. A maioria dos enclaves era auto-suficiente economicamente, as fronteiras não eram importantes, pois Cooch Behar já era tributário nominal dos Mogóis.
Os enclaves são o resultado misto das zonas sob influência do Império Mogol e de mudanças realizadas pelos régulos locais de Cooch Behar e Rangpur que, a fim de saldar as respectivas e mútuas dívidas de jogo, não hesitaram a trocar porções dos seus territórios. 
- Em 1765, os britânicos tomaram conta dos domínios Mogóis por meio da East India Company. Em 1814, os britânicos se surpreenderam com a presença de muitos "extra-territórios" de Cooch Behar dentro de seu novo território, algo causado por “um inexplicável acidente”. Tais enclaves eram algumas vezes usados por delinquentes para fugir das autoridades policiais.
- em 1947, os antigos territórios do império Mogol se tornaram parte do Paquistão Oriental.
- Quando da partição do Raj Britânico em 1947, Cooch Behar foi integrado na Índia e Rangpur no Paquistão Oriental que em 1971 se tornaria no Bangladesh. Embora os dois países tenham tentado regularizar a fronteira, as discussões e negociações nunca terminaram.
- Cooch Behar juntou-se efetivamente à Índia somente em 1949, como um dos últimos dentre os 600 Estados Principados da Pré-Independência do país.

É interessante notar que esse complexo de enclaves sobreviveu a todas mudanças de soberania sobre essas áreas, em ambos os lados da Fronteira Bangladesh-Índia, embora essa situação fosse até mais complexa antes da Independência da Índia. Cerca de 50 exclaves do Paquistão Oriental em Cooch Behar (Assão e Bengala Oriental) foram bem racionalizados quando essa área se unificou na Índia em 1947.

## Situação
Houve tentativas ilusórias, em 1958, 1974 e ainda em 2001, para fazer o intercâmbio do domínio sobre essas áreas de exclaves ao longo das fronteiras entre os dois países. As tentativas falharam, embora o fato de que a administração dessas áreas internacionais era muito complexa e até impraticável, o que mostrava que esse intercâmbio era até mais vantajoso do que as racionalizações de 1947 citadas acima. Em função das situações dessas múltiplas fronteiras, muitas vezes era impossível para pessoas vivendo nos enclaves ir à escola, a um hospital, fazer compras. Acordos muito complexos para policiar e abastecer os enclaves foram feitos, como uma lista de 1950 que definia o que poderia ser importado nos enclaves (ex.: fósforos, tecidos, óleo, etc).
Num exemplo clássico de círculo vicioso, os moradores dos enclaves precisam de vistos para cruzar o território do outro país que contém o enclave. Como não há consulados em nenhum dos enclaves, eles precisam procurar um na sua pátria, na qual eles não podem ir por não ter o visto. Assim, cruzamentos ilegais das fronteiras são muito frequentes e perigosos. Um bom número de transgressores já foram alvejados por guardas de fronteira. Além disso, os enclaves são "paraísos" para criminosos condenados ou não que ficam imunes à Justiça do país que circunda o enclave onde se esconderam. Todos esses problemas fazem dos enclaves bolsas de extrema pobreza e de ausência de lei.
Devido à separação do resto do seu país, os habitantes nos enclaves vivem uma depauperação extrema, tanto em termos de infraestruturas (electricidade, água, estradas e esgotos) como de serviços públicos. O acesso a escolas, aos serviços policiais e à administração local obriga as pessoas a passar constantemente a fronteira, o que não é cómodo nem imediato. As condições económicas são difíceis e a criminalidade é elevadíssima. Por exemplo, o enclave indiano de Dasiarchhara, um dos mais importantes com 7 km² e 9000 habitantes, não tem energia eléctrica embora esteja rodeado por aldeias do Bangladesh que dispõem deste serviço. A situação dos moradores dos enclaves é muito pior do que nos seus já pobres territórios pátrios. 
Essa condição de tantos enclaves de Cooch Behar não deve desaparecer tão cedo devido aos sentimentos em ambas as nações (Índia e Bangladesh) de defender a soberania, a integridade territorial e da irredutibilidade em não permitir que o "outro lado" se considere vencedor. Há, porém, um tímido exemplo de progresso nos entendimentos mútuos, o "Corredor Tin Bigha", que conecta um dos enclaves de Bangladesh com seu país. Essa passagem levou, no entanto, vinte anos para ser aceita, tendo havido forte oposição, lutas e muitas mortes.
Os primeiros-ministros da Índia e de Bangladesh assinaram o Acordo de Fronteira Terrestre em 1974 para trocar enclaves e simplificar sua fronteira internacional. Uma versão revisada do acordo foi adotada pelos dois países no dia 7 de maio de 2015, quando foi aprovada pelo Parlamento da Índia a 100ª Emenda à Constituição da Índia. Nos termos deste acordo, que foi ratificado em 6 de junho de 2015, a Índia recebeu 51 enclaves de Bangladesh no território indiano, enquanto Bangladesh recebeu 111 enclaves indianos no território bengali. Foi permitido aos residentes do enclave continuarem residindo em seu local atual ou se mudarem para o país de sua escolha. O intercâmbio de enclaves deveria ser implementado em fases entre 31 de julho de 2015 e 30 de junho de 2016. Os enclaves foram trocados à meia-noite de 31 de julho de 2015 e a transferência de residentes do enclave foi concluída em 30 de novembro de 2015. Após o Acordo de Fronteira Terrestre, a Índia perdeu cerca de 40 quilômetros quadrados para Bangladesh. 
Desde que a troca de território ocorreu, o único enclave restante é Dahagram–Angarpota, um exclave de Bangladesh.

## Estudiosos
Dois estudiosos se destacaram com seus trabalhos sobre esse conjunto de enclaves:
- Brendan Whyte, geógrafo político australiano da Universidade de Melbourne.[2]
- Evgeny Vinokurov, pesquisador com pós-doutorado do "Instituto da Economia Mundial e Relações Internacionais" da Academia Russa de Ciências.[3]